# ニージュ
ニージュ（ウクライナ語：Ніж）は、ウクライナで開発された爆発反応装甲（成形装甲；динамічний захистドィナミーチュヌィイ・ザーヒスト）である。同種の装甲システムとしては、タンデム弾頭にも対応する第2世代+もしくは第3世代として知られる。名称は、「ナイフ」の意味。

## 概要

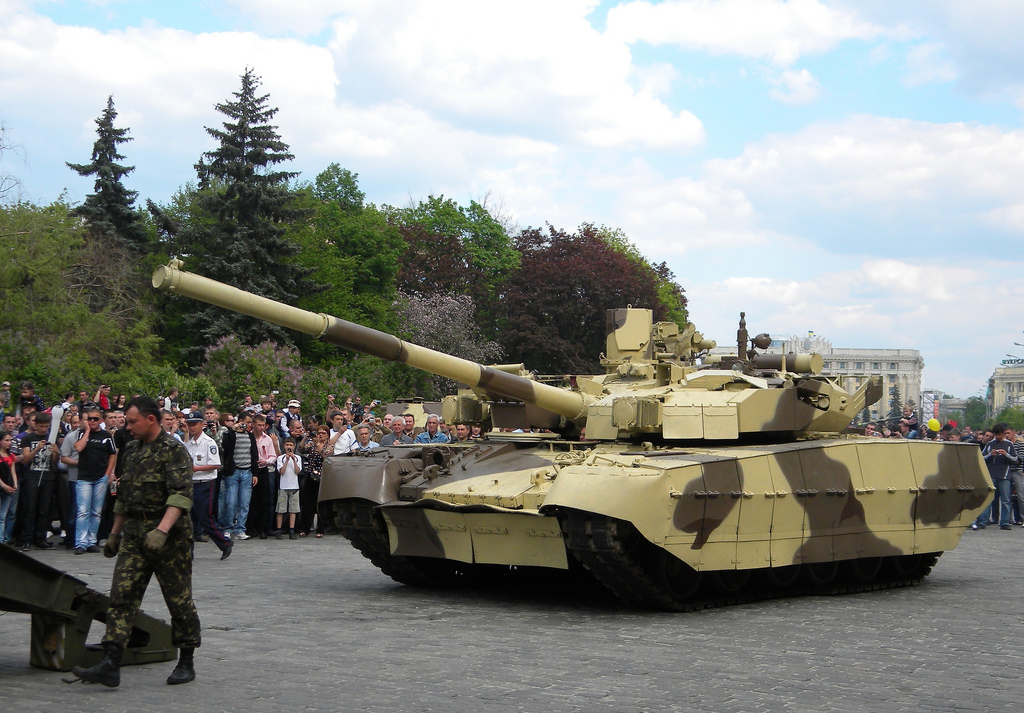
オプロートに搭載されているニージュ

### 開発
ウクライナ初の国産爆発反応装甲となる「ニージュ」は、ウクライナ国立科学アカデミーのウクライナ国立科学アカデミー特殊建設技術設計局問題安定研究所（СКТБ ИПП НАНУ）と危機システム・ベースセンター「ミクロテク」（БЦКТ «МИКРОТЕК»）、A・モローゾフ記念機械製造設計局の科学試験センター「資材爆破加工」（НИЦ «Материалообработка взрывом» ИЭС им. Патона НАНУ и ХКБМ им. Морозова）との共同開発で完成された。従来の第2世代型爆発反応装甲「コンタークト5」に代わるシステムとして開発され、その能力は「レリークト」や「カークトゥス」に匹敵するとされる。

### 構造
「ニージュ」は、移動式あるいは常設式の防禦対象を装弾筒付徹甲弾（APDS）や、成形炸薬弾（HEAT）、粘着榴弾（HESH）から守ることができる。「ニージュ」の装甲モジュールは、「コンタークト1」のような初期の爆発反応装甲で採られていたブロック組み合わせ式ではなく、一体構造となっている。前縁にゴム製の防護幕を装着するため平面的な形状になり、帆立貝のような外見をした「コンタークト5」とは大きく異なる。ただし、2007年にはゴム製防護幕を外した状態の車両も公開されており、この防護幕は必ずしもニージュに装備されるものではないようである。また、ゴム製防護幕にはいくつか種類がある。
モジュールは、特別の手順なしに瞬時に作動するようになっており、使用に際しての試験的な作動や修繕といった準備は必要とされない。モジュールは、100%の稼働率とすべてのタイプの砲弾からの防御力により高い信頼性を有しており、火砲からの砲撃に対する安全性、破片や発火性物質による暴発の危険性の除去を実現している。装甲における高性能爆薬による影響は、水準以下へ軽減される。「ニージュ」のモジュールはロシア連邦製の同種の装甲コンタークト5と比べ1.8から2.7倍の効果を発揮する一方、据え付けの簡単さ、低価格などにより、高いコストパフォーマンスを期待できる。
また、ロシア連邦製の爆発反応装甲コンタークト1やコンタークト5の構成部品との互換性も1:2の相関性で確保している。

### 戦車への搭載
完成された「ニージュ」は、ウクライナの新型主力戦車「オプロート」とその派生型「ヤタハーン」のほか、T-64の改修型T-64BM ブラートにも装備されている。このほか、従来のT-64UやT-80UD、T-84などにも装備可能であり、一部ではすでに搭載済みである。ただし、T-80UDでは当初より「ニージュ」を装備すべく開発された「オプロート」や「ブラート」より設置面積が少なく、防御効果も低下している。
このほか、2005年にはアメリカ合衆国が試験のため「ニージュ」を「ミクロテク」より購入した。ウクライナではより効果的な装甲システムとなる「ザスローン」アクティブ防護システムが開発されており、「ニージュ」の試験目的での輸出にも応じたものとされる。

## スペック
- 寸法：250x125x36（250x125x26）mm
- 重量：2.8（2.1）kg

## 参考
- СКТБ ИПП НАНУ / МОДУЛИ КУМУЛЯТИВНОЙ ЗАЩИТЫ "НОЖ" （ロシア語）
- ТАКУ ПТУР НЕ СТРАШЕН ! / МОДУЛИ КУМУЛЯТИВНОЙ ЗАЩИТЫ "НОЖ" （ロシア語）
- СТАЛЬ и ОГОНЬ / МОДУЛИ КУМУЛЯТИВНОЙ ЗАЩИТЫ "НОЖ" (ХСЧКВ) （ロシア語）
- Army Guide / Nozh （英語）